# 桃園大廟口派出所
桃園大廟口派出所是一個位於臺灣桃園市桃園區的歷史建築，位於桃園景福宮旁，前身為日治時期的「警官派出所」與「桃園保甲聯合會議所」，戰後作為桃園市政府警察局景福派出所，後來派出所遷移。目前登錄為桃園市歷史建築，管理人為桃園市政府文化局。

## 歷史
據《桃仔園廳報》記載，大廟口派出所在1903年5月設立，設置位置不詳，推測應暫借民宅設立。1920-25年間，桃園街景福宮一帶展開「都市改正」，拓寬廟宇周遭原本狹窄的道路，同時將原先三殿式的景福宮拆除，向後退縮重建兩殿式廟體。市區改正後，警察當局也倡議於景福宮旁興建獨立的「桃園保甲聯合會議所」。
從《臺灣日日新報》1926年11月24日報導中得知，「桃園保甲聯合會議所」與「警官派出所」合一，大廟口派出所於1927年9月9日竣工，一樓為大廟口派出所，二樓是保甲聯合會議所。
1947年合併桃園警察所之直轄派出所與「大廟口派出所」為「景福分駐所」，繼續於原址辦公。
1996年「景福派出所」遷至桃園市民族路110號今文昌公園旁，原建物改由分局交通隊做倉儲，
2012年及2016年經地方文史團體陽明一街實驗工坊兩次提報，終登錄為歷史建築，並於2018年展開修復。 2020年12月完工開放。

## 建築

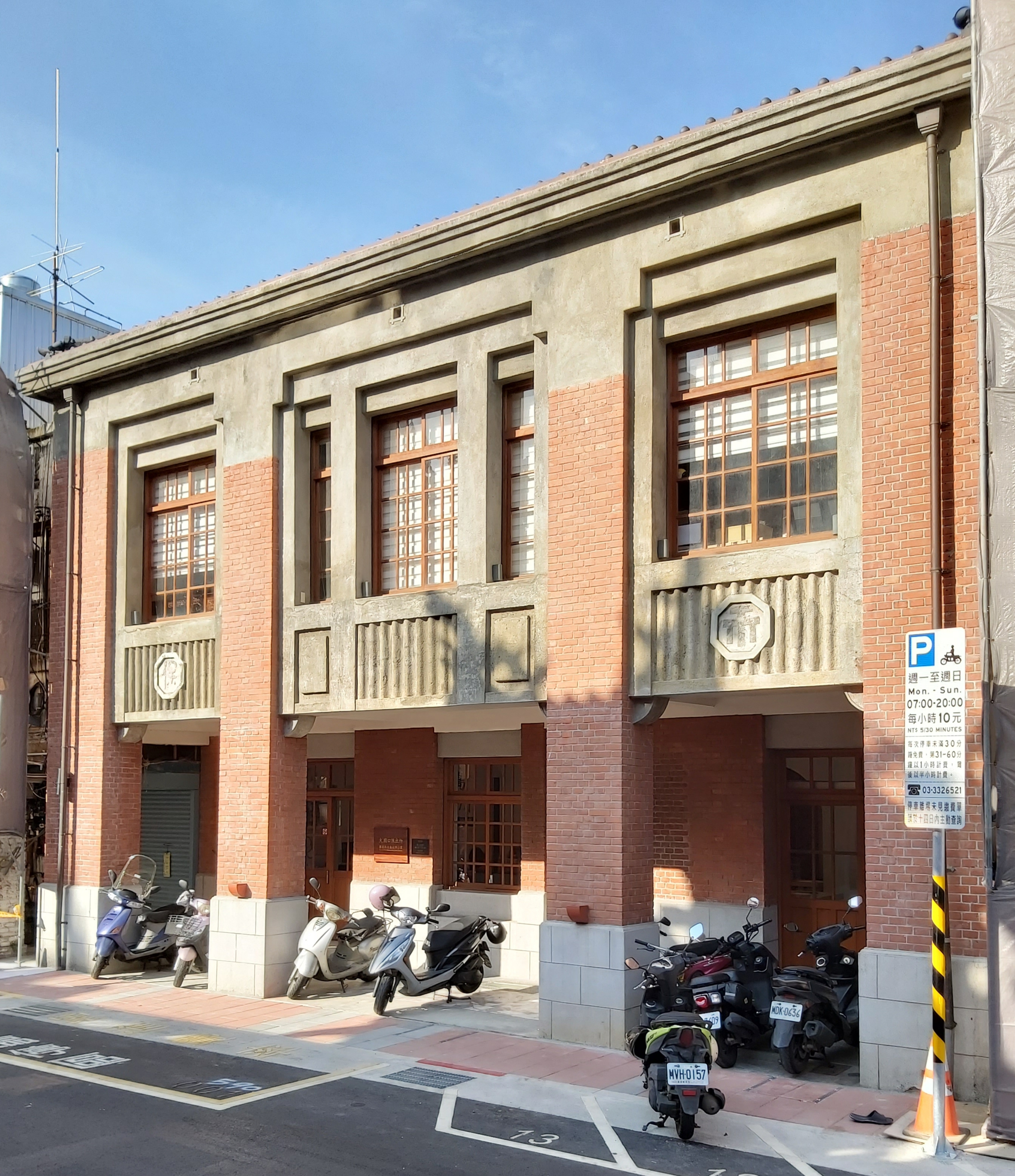
整建後的樣態

大廟口派出所位處桃園舊城中心，為罕見尚存的派出所與保甲共用之日治派出所模式。原設計者為桃園街役場技手河島傳右衛門。兩層樓構造與規模，於1920年代當時領先全臺。建築物風格與構造為標準的殖民地建築風格混合地域元素、折衷主義下裝飾線腳之大量運用及鋼筋混凝土發展初期混合磚木之構造形式。建築屋頂為寄棟和式，外牆則為西式煉瓦加上洗石子仿石手法，為當時標準的和洋混合風格新建築，然其一樓配合地方設置騎樓，使其形式再混入地方元素，成為特殊之地域風格，使大廟口派出所成為少數設有亭仔腳的警察官吏派出所之一。

## 展覽
2020年12月1日開幕試營運，開放常設展及「桃仔園佇佗位?桃園舊城發展史特展」。

2021年1月6日開放「桃仔園佇遮!桃園舊城藝文創作展」。